# UEFAジュビリーアウォーズ
UEFAジュビリーアウォーズ（英: UEFA Jubilee Awards）は、欧州サッカー連盟（UEFA）創立50周年記式典の名称である。この式典に際して各加盟国は自国の過去50年間（1954年-2004年）で最も優秀な選手を選ぶように依頼され、選出された52人の選手達は"Golden Players"として2003年11月29日に発表された。
- アイスランド - アスゲイル・シグルヴィンソン
- アイルランド - ジョニー・ジャイルズ
- アゼルバイジャン - アナトリー・バニシェフスキー(当時ソ連)
- アルバニア - パナヨト・パノ
- アルメニア - コレン・ホフハニシヤン(当時ソ連)
- アンドラ - コルド・アルバレス
- イスラエル - モルデハイ・シュピーグラー
- イタリア - ディノ・ゾフ
- イングランド - ボビー・ムーア
- ウェールズ - ジョン・チャールズ
- ウクライナ - オレグ・ブロヒン(当時ソ連)
- エストニア - マルト・ポーム
- オーストリア - ヘルベルト・プロハスカ
- オランダ - ヨハン・クライフ
- カザフスタン - セルゲイ・クヴォチキン(当時ソ連)
- 北アイルランド - パット・ジェニングス
- キプロス - ソティリス・カヤファス
- ギリシャ - ヴァシリス・ハツィパナギス
- クロアチア - ダヴォール・シューケル
- サンマリノ - マッシモ・ボニーニ
- ジョージア - ムルタズ・フルツィラワ(当時ソ連)
- スイス - ステファヌ・シャピュイサ
- スウェーデン - ヘンリク・ラーション
- スコットランド - デニス・ロー
- スペイン - アルフレッド・ディ・ステファノ
- スロバキア - ヤーン・ポプルハール(当時チェコスロバキア)
- スロベニア - ブランコ・オブラク(当時ユーゴスラビア)
- セルビア・モンテネグロ - ドラガン・ジャイッチ(当時ユーゴスラビア)
- チェコ - ヨゼフ・マソプスト(当時チェコスロバキア)
- デンマーク - ミカエル・ラウドルップ
- ドイツ - フリッツ・ヴァルター(当時西ドイツ)
- トルコ - ハカン・シュキュル
- ノルウェー - ルネ・ブラツェット
- ハンガリー - フェレンツ・プスカシュ
- フィンランド - ヤリ・リトマネン
- フェロー諸島 - アブラハム・レーキン
- フランス - ジュスト・フォンテーヌ
- ブルガリア - フリスト・ストイチコフ
- ベラルーシ - セルゲイ・アレイニコフ
- ベルギー - ポール・ヴァン・ヒムスト
- ボスニア・ヘルツェゴビナ - サフェト・スシッチ
- ポルトガル - エウゼビオ
- ポーランド - ヴォジミエシュ・ルバンスキ
- 北マケドニア - ダルコ・パンチェフ
- マルタ - カルメル・ブスティル
- モルドバ - パヴェル・チョバヌ(当時ソ連)
- ラトビア - アレクサンドルス・スタルコフス(当時ソ連)
- リトアニア - アルミナス・ナルベコヴァス
- リヒテンシュタイン - ライナー・ハスラー
- ルクセンブルク - ルイス・ピロット
- ルーマニア - ゲオルゲ・ハジ
- ロシア - レフ・ヤシン(当時ソ連)